# Wyżenka
Wyżenka (ukr. Виженка) – wieś na Ukrainie, w obwodzie czerniowieckim, w rejonie wyżnickim, w hromadzie Wyżnica. W 2001 liczyła 1001 mieszkańców.